# Виконт Алленби
Виконт Алленби (англ. Viscount Allenby) из Мегиддо и Филикстоу в графстве Саффолк — аристократический титул в пэрстве Соединённого королевства. Титул был создан в 7 октября 1919 года для выдающегося полководца фельдмаршала сэра Эдмунда Алленби, с последующим выжидательным правом, при отсутствии собственного мужского потомства, к его младшему брату капитану Фредерику Клоду Хинмену Алленби и его наследникам мужского пола, родившихся в законном браке. Сын первого виконта был убит в бою на Западном фронте в 1917 году.
Ему наследовал в соответствии со специальным выжидательным правом его племянник, второй виконт. Сын последнего, третий виконт, который наследовал отцу в 1984 году, являлся одним из девяноста избранных наследственных пэров, которым разрешено было находиться в Палате лордов после принятия Акта о Палате лордов 1999 года, и который заседал как независимый. 
По состоянию на 2025 год, титул принадлежит сыну последнего, 4-му виконту, который наследовал своему отцу в 2014 году.
Семейной резиденцией является Ньюхем-Лодж, недалеко от Хука (англ.), на севере Хэмпшира.

## Виконты Алленби (1919)

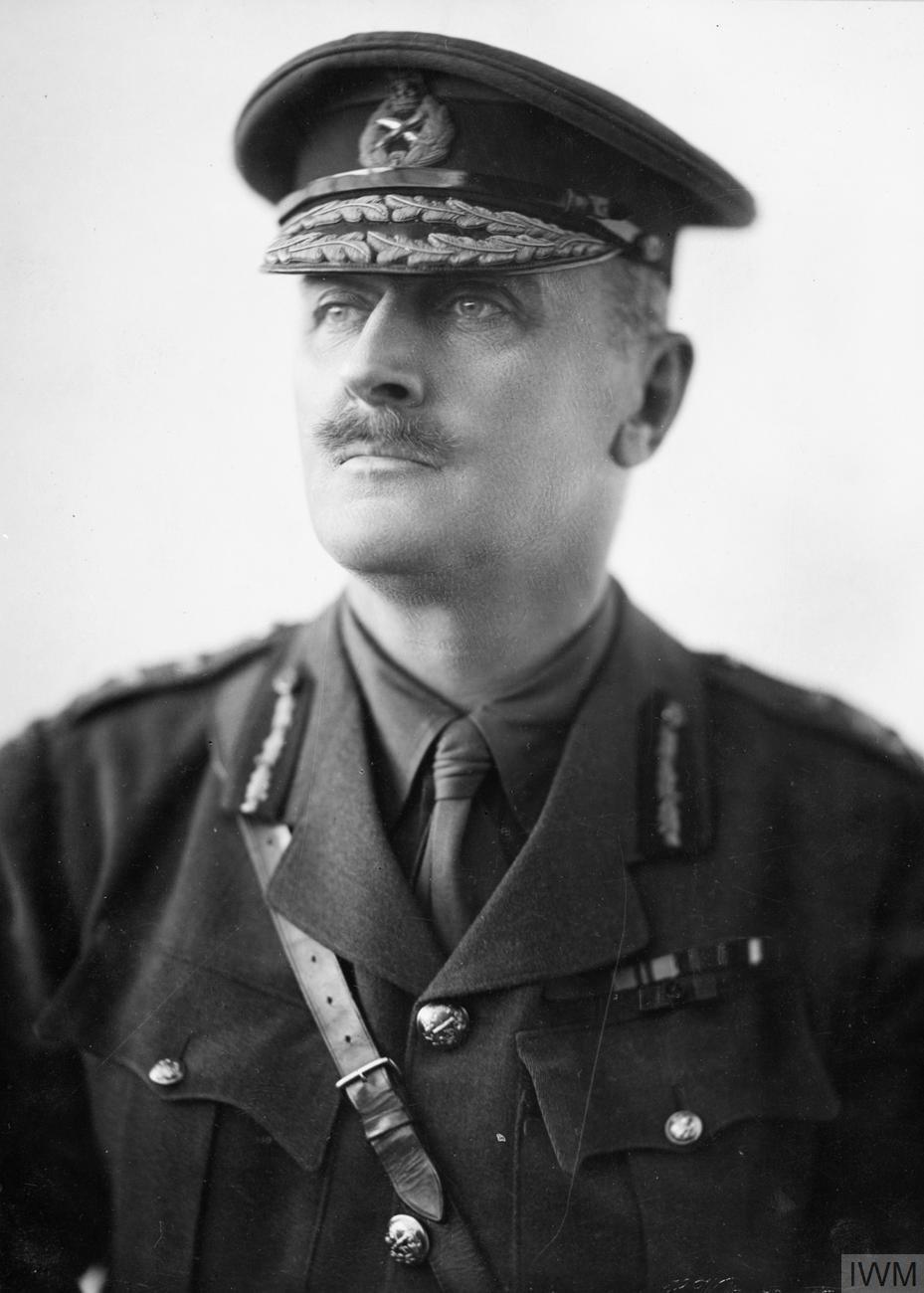
Эдмунд Алленби,
1-й виконт Алленби

- Эдмунд Генри Хинмен Алленби, 1-й виконт Алленби (1861—1936);
- Дадли Джофри Хинмен Алленби, 2-й виконт Алленби (1903—1984);
- Майкл Джофри Хинмен Алленби, 3-й виконт Алленби (1931—2014);
- Генри Джофри Хинмен Алленби, 4-й виконт Алленби (род. 1968), единственный сын 3-го виконта;

Наследник: достопочтенный Гарри Майкл Эдмунд Алленби (род. 2000), сын 4-го виконта;
Наследник наследника: Чарльз Майкл Джеймс Алленби (род. 2004), младший сын 4-го виконта.